# Нестеров (Калининградска област)
Нестеров (на руски: Нестеров) е град в Русия, административен център на Нестеровски район, Калининградска област. Населението на града към 1 януари 2018 е 4001 души.